# Xorret de Catí
Xorret de Catí is een berg gelegen in de regio Valencia. Vanuit Castalla is de beklimming 3,95 kilometer lang. De gemiddelde stijgingspercentage bedraagt 11,1% en de steilste stukken kunnen oplopen van 14% tot 17%. De top van deze berg ligt op 1097 meter. Deze berg wordt ook graag beklommen door wielertoeristen en staat bekend als een van de moeilijkst te beklimmen bergen.
De Xorret de Catí diende enkele keren als finishplaats tijdens de Ronde van Spanje. In 1998 finishte de Spanjaard José María Jiménez als eerste. In 2000 en 2004 was zijn landgenoot Eladio Jiménez beide keren etappewinnaar en in 2009 hun landgenoot Gustavo César Veloso. In 2010 werd de Fransman  David Moncoutié eerste en in 2017 zijn landgenoot Julian Alaphilippe.